# Nagisa

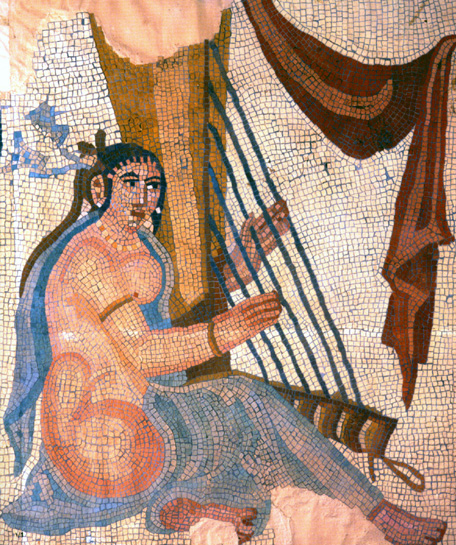
Sasanidisk marmormosaik från 260 e.Kr. Shapurs palats i Bishapur, Iran.

Nagisa (persiska: نگیسا, från negin, "tur, lycka") var en persisk harpmästare, sångerska och kompositör vid den sasanidiske storkungen Khusrov II Parvez' hov i Persien. Nagisa samarbetade med Barbad i den berömda septetten Kungliga ensemblen. Huvudtemat för hennes sånger var panegyriska hyllningar tillägnade den sasanidiske storkungen.  Hon anses även ha komponerat den sassanidiska nationalsången. Under sassaniderna blomstrade persisk musik och konst.